# Steve Lacy (musicien)
Pour les articles homonymes, voir Steve Lacy.
Steve Thomas Lacy-Moya, dit Steve Lacy, né le 23 mai 1998 à Compton en Californie, est un auteur-compositeur-interprète guitariste, bassiste et producteur américain.
Il est membre du groupe The Internet.

## Biographie

### Jeunesse
Steve Lacy voit le jour le 23 mai 1998 dans la ville réputée difficile de Compton, en Californie. Sa mère Valerie est afro-américaine et son père d'origine philippine. Ce dernier est décédé alors que Lacy avait dix ans.

### Débuts
Lacy rencontre l'ancien membre du groupe The Internet, Jameel Bruner, frère de Thundercat, dans le groupe de jazz de leur ancien lycée. Lacy commence à produire des beats et écrire des chansons sur son ordiphone. En 2013, il commence la production de ce qui deviendra le troisième album de The Internet, Ego Death. Lacy produit huit titres de l'album qui est nommé à la 58e cérémonie des Grammy Awards dans la catégorie Best Urban Contemporary Album.
Lacy entame en parallèle une carrière solo et produit plusieurs morceaux pour des artistes comme Isaiah Rashad, Denzel Curry, J. Cole ou GoldLink. Il se fait notamment remarquer pour la production du titre Pride de Kendrick Lamar, issu de son album Damn. Le 17 février 2017, Lacy publie son premier EP intitulé Steve Lacy's Demo, long de treize minutes et produit, pour la plupart des sons, sur son ordiphone.

### Reconnaissance et Apollo XXI (depuis 2018)
Malgré la dispersion des différents membres de The Internet travaillant sur leurs projets solo, le groupe sort durant l'été 2018 leur quatrième album, Hive Mind. Lacy est demandé par de nombreux artistes reconnus. Il produit ainsi Isolation de Kali Uchis, Swimming de Mac Miller ou encore Negro Swan de Blood Orange.
En 2019, Solange fait appel au musicien californien pour son album When I Get Home où il est crédité pour ses productions dans deux titres. En avril 2019, Lacy sort le single N Side. Il annonce plus tard sur les réseaux sociaux l'arrivée prochaine de son premier album studio solo. Lacy révèle qu'il travaille sur son projet depuis deux ans lors d'une interview avec i-D. Sur un post Instagram, il annonce que l'album s'intitule Apollo XXI, dévoilant aussi la cover et sa date de sortie, le 24 mai 2019.
Le 17 juillet 2020, Steve Lacy collabore avec le disc jockey et musicien britannique Calvin Harris sur le single Live Without Your Love.

### Vie privée
Steve Lacy s'identifie comme bisexuel, déclarant que bien qu'il ait toujours été attiré par les femmes, il a réprimé son attirance pour les hommes, sentant qu'il commettait un péché en tant que chrétien. Après qu'un ami ait flirté avec lui lors du nouvel an 2017, il a finalement décidé d'embrasser sa bisexualité d'explorer son attirance pour le même sexe.

## Discographie

### Albums studio
- 2019 : Apollo XXI
- 2022 : Gemini Rights

### EP
- 2017 : Steve Lacy's Demo

### Collaborations
Avec The Internet
- 2015 : Ego Death
- 2015 : Ego Death (Bonus)
- 2018 : Hive Mind

Avec Ravyn Lenae
- 2018 : Crush